# Rafał Trzaskowski
Rafał Kazimierz Trzaskowski (AFI: [ˈrafaw kaˈʑimjɛʂ tʂasˈkɔfski]; Varsavia, 17 gennaio 1972) è un politico, politologo e attivista polacco, sindaco di Varsavia dal 22 novembre 2018.

## Biografia
Nato a Varsavia da Andrzej Trzaskowski e Teresa Arens (coniugata Trzaskowska), ha studiato presso il liceo generale Mikołaj Rej, laureandosi nel 1996 in relazioni internazionali e filologia inglese presso l'Università di Varsavia. Un anno dopo ha concluso gli studi europei al Collegio d'Europa di Natolin, nella capitale polacca, ricevendo due borse di studio: una per l'Università di Oxford nel 1996 e un'altra per l'Istituto dell'Unione europea per gli studi sulla sicurezza nel 2002.
Nel 2004 ha ottenuto un dottorato di ricerca in scienze politiche presso la facoltà di giornalismo e scienze politiche dell'Università di Varsavia, con una tesi intitolata: "Le dinamiche della riforma istituzionale dell'Unione europea".

### Carriera politica
Eletto con Piattaforma Civica (PO) nel 2009 al Parlamento europeo nella circoscrizione di Varsavia, è rimasto in carica fino al termine della VII legislatura nel 2014. Durante il suo mandato ha partecipato alla commissione per gli affari costituzionali ed è stato membro della delegazione per le relazioni con gli Stati Uniti d'America.
Nel 2013 è stato nominato Ministro dell'amministrazione e della digitalizzazione nel secondo governo Tusk, e poi segretario di Stato presso il Ministero degli affari esteri. Due anni dopo è stato eletto alla Camera dei deputati polacca nella circoscrizione 13 di Cracovia. Tuttavia dovette dimettersi dall'incarico una volta eletto Presidente della città capitale di Varsavia nel 2018.

#### Sindaco di Varsavia (dal 2018)
Il 18 febbraio 2019 ha firmato la Dichiarazione LGBT+, relativa alla lotta alle discriminazioni verso la comunità LGBT e contenente linee guida in aree come sicurezza, educazione, cultura, sport, amministrazione e lavoro.
Dopo il rinvio delle elezioni presidenziali del 2020 e la rinuncia di Małgorzata Kidawa-Błońska il 14 maggio, Trzaskowski è diventato il nuovo candidato per la Coalizione Civica (composta da Piattaforma Civica, Nowoczesna, Iniziativa Polacca e Partito Verde). Al primo turno, Trzaskowski è arrivato secondo dietro al presidente uscente Andrzej Duda; il ballottaggio, previsto per il 12 luglio 2020, termina con una sconfitta di misura per Trzaskowski e con la riconferma di Duda.

## Vita privata
È sposato con Małgorzata, laureata all'Università di Economia di Cracovia.   Hanno due figli: Aleksandra (nata nel 2004) e Stanisław (nato nel 2009).
Il settimanale polacco di estrema destra Gazeta Polska ha pubblicato un articolo che descrive la presunta collaborazione della madre di Trzaskowski con la polizia segreta comunista. Si dice che Teresa Trzaskowska fosse un'informatrice che operava sotto lo pseudonimo di "Justyna" e riferiva di diplomatici statunitensi e musicisti polacchi, in particolare musicisti jazz. Si dice anche che abbia spiato Jerzy Matuszkiewicz e Leopold Tyrmand. Queste accuse sono state ampiamente pubblicizzate dagli oppositori di Trzaskowski durante la corsa presidenziale polacca del 2020. Trzaskowski non li ha mai confermati o smentiti.